# Аррецила Тертулла
Аррецила Тертулла (д/н — 63) — дружина майбутнього римського імператора Тіта.

## Життєпис
Походила з роду вершників Аррецинів. Донька Марка Аррецина Клеменса, префекта преторія у 38—42 роках. У 61 або 62 році вийшла заміж за Тіта Флавія, але вже у 63 році померла при пологах, народивши дівчинку.